# Pierre Derangère
Pour les articles homonymes, voir Derangère.
Pierre Derangère est un homme politique français né le 27 janvier 1863 à Villapourçon (Nièvre) et décédé le 21 février 1930 à Villapourçon.

## Biographie
Négociant en vins à Villapourçon, il est maire de la commune et conseiller général. Il est député de la Nièvre de 1914 à 1919, inscrit au groupe radical.

## Sources
- « Pierre Derangère », dans le Dictionnaire des parlementaires français (1889-1940), sous la direction de Jean Jolly, PUF, 1960 [détail de l’édition]